# Verfassung des Landes Sachsen-Anhalt
Die Verfassung des Landes Sachsen-Anhalt (kurz: LSAVerf) hat der Landtag von Sachsen-Anhalt als verfassungsgebende Landesversammlung am 16. Juli 1992 beschlossen. Wie alle deutschen Landesverfassungen entspricht auch die Verfassung des Landes Sachsen-Anhalt nach Art. 28 Abs. 1 Satz 1 Grundgesetz (GG) „den Grundsätzen des republikanischen, demokratischen und sozialen Rechtsstaates“.

## Geschichte
Nach dem Zweiten Weltkrieg bildete die Sowjetische Militäradministration in Deutschland (SMAD) die Provinz Sachsen-Anhalt (bis Oktober 1946: Provinz Sachsen) aus den beiden preußischen Provinzen Magdeburg und Halle-Merseburg, dem Freistaat Anhalt (um Dessau) und einigen weiteren Gebieten. Im Prozess der Auflösung Preußens, die im Februar 1947 durch Verkündung des alliierten Kontrollratsgesetzes Nr. 46 ihren Abschluss fand, verkündete die Provinz Sachsen-Anhalt am 10. Januar 1947 ihre eigene Landesverfassung. Am 21. Juli des Jahres erhielt die Provinz den Namen Land Sachsen-Anhalt, die bis zur Auflösung der Länder am 25. Juli 1952 geltende Verfassung hieß damit Verfassung des Landes Sachsen-Anhalt.
Rund 40 Jahre nach der Auflösung des damaligen Landes Sachsen-Anhalt und der damit einhergehenden Außerkraftsetzung der Verfassung hat sich das 1990 wiederbegründete Land Sachsen-Anhalt eine neue Verfassung gegeben.
Zu einer umfassenden Parlaments- und Verfassungsreform, bei der auch die Staatsziele angepasst wurden, kam es 2020.

## Präambel
In freier Selbstbestimmung gibt sich das Volk von Sachsen-Anhalt diese Verfassung. Dies geschieht in Achtung der Verantwortung vor Gott und im Bewusstsein der Verantwortung vor den Menschen mit dem Willen,
die Freiheit und Würde des Menschen zu sichern,
die Grundlagen für ein soziales und gerechtes Gemeinschaftsleben zu schaffen,
die wirtschaftliche Entwicklung zu fördern,
die natürlichen Lebensgrundlagen zu erhalten und
die kulturelle und geschichtliche Tradition in allen Landesteilen zu pflegen.
Ziel aller staatlichen Tätigkeiten ist es,
das Wohl der Menschen zu fördern,
dem Frieden zu dienen und
das Land Sachsen-Anhalt zu einem lebendigen Glied der Bundesrepublik Deutschland und der Gemeinschaft aller Völker zu gestalten.

## 1. Hauptteil: Grundlagen der Staatsgewalt
Artikel 1 – Land Sachsen-Anhalt
Artikel 2 – Grundlagen

## 2. Hauptteil: Bürger und Staat
Artikel 3 – Bindung an Grundrechte, Einrichtungsgarantien und Staatsziele

### Erster Abschnitt: Grundrechte
Artikel 4 – Menschenwürde
Artikel 5 – Handlungsfreiheit, Freiheit der Person
Artikel 6 – Datenschutz, Umweltdaten
Artikel 7 – Gleichheit vor dem Gesetz
Artikel 8 – Gleiche staatsbürgerliche Rechte und Pflichten
Artikel 9 – Glaubens-, Gewissens- und Bekenntnisfreiheit
Artikel 10 – Meinungsfreiheit
Artikel 11 – Eltern und Kinder
Artikel 12 – Versammlungsfreiheit
Artikel 13 – Vereinigungsfreiheit
Artikel 14 – Brief-, Post- und Fernmeldegeheimnis
Artikel 15 – Freizügigkeit
Artikel 16 – Berufsfreiheit, Verbot der Zwangsarbeit
Artikel 17 – Unverletzlichkeit der Wohnung
Artikel 18 – Eigentum, Erbrecht, Enteignung
Artikel 19 – Petitionsrecht
Artikel 20 – Einschränkung von Grundrechten
Artikel 21 – Gerichtlicher Rechtsschutz, Widerstandsrecht
Artikel 22 – Strafgerichtsbarkeit
Artikel 23 – Rechtsgarantien bei Freiheitsentziehung

### Zweiter Abschnitt: Einrichtungsgarantien
Artikel 24 – Schutz von Ehe, Familie und Kindern
Artikel 25 – Bildung und Schule
Artikel 26 – Schulwesen
Artikel 27 – Erziehungsziel, Ethik- und Religionsunterricht
Artikel 28 – Schulen in freier Trägerschaft
Artikel 29 – Schulaufsicht, Mitwirkung in der Schule
Artikel 30 – Berufsausbildung, Erwachsenenbildung
Artikel 31 – Hochschulen
Artikel 32 – Kirchen, Religions- und Weltanschauungsgemeinschaften
Artikel 33 – Freie Wohlfahrtspflege

### Dritter Abschnitt: Staatsziele
Artikel 34 – Gleichstellung von Frauen und Männern
Artikel 35 – Schutz der natürlichen Lebensgrundlagen
Artikel 35a – Gleichwertigkeit der Lebensverhältnisse
Artikel 36 – Kunst, Kultur und Sport
Artikel 37 – Kulturelle und ethnische Minderheiten
Artikel 37a – Nichtverbreitung nationalsozialistischen, rassistischen und antisemitischen Gedankenguts
Artikel 38 – Ältere Menschen, Menschen mit Behinderung
Artikel 39 – Arbeit
Artikel 40 – Wohnung

## 3. Hauptteil: Staatsorganisation

### Erster Abschnitt: Landtag
Artikel 41 – Aufgaben, Stellung der Mitglieder des Landtages
Artikel 42 – Wahl und Wahlgrundsätze
Artikel 43 – Wahlperiode
Artikel 44 – Wahlprüfung, Verlust des Mandats
Artikel 45 – Einberufung
Artikel 46 – Geschäftsordnung, Ausschüsse
Artikel 47 – Fraktionen
Artikel 48 – Opposition
Artikel 49 – Präsident
Artikel 50 – Öffentlichkeit der Verhandlungen
Artikel 51 – Abstimmungen
Artikel 52 – Teilnahme der Landesregierung
Artikel 53 – Frage- und Auskunftsrecht der Mitglieder des Landtages, Aktenvorlage durch die Landesregierung
Artikel 54 – Untersuchungsausschüsse
Artikel 55 – Enquetekommissionen
Artikel 56 – Erwerb und Sicherung des Mandats
Artikel 57 – Indemnität
Artikel 58 – Immunität
Artikel 59 – Zeugnisverweigerungsrecht, Durchsuchung und Beschlagnahme
Artikel 60 – Vorzeitige Beendigung der Wahlperiode
Artikel 61 – Behandlung von Bitten und Beschwerden
Artikel 62 – Informationspflicht der Landesregierung
Artikel 63 – Datenschutzbeauftragter

### Zweiter Abschnitt: Landesregierung
Artikel 64 – Aufgabe, Zusammensetzung
Artikel 65 – Bildung der Landesregierung
Artikel 66 – Amtseid
Artikel 67 – Rechtsstellung der Regierungsmitglieder
Artikel 68 – Ministerpräsident und Landesregierung
Artikel 69 – Vertretung des Landes, Staatsverträge
Artikel 70 – Ernennung der Beamten und Richter
Artikel 71 – Beendigung der Amtszeit
Artikel 72 – Konstruktives Misstrauensvotum
Artikel 73 – Vertrauensantrag

### Dritter Abschnitt: Landesverfassungsgericht
Artikel 74 – Zusammensetzung
Artikel 75 – Zuständigkeiten
Artikel 76 – Landesverfassungsgerichtsgesetz

### Vierter Abschnitt: Gesetzgebung
Artikel 77 – Beschluss der Gesetze
Artikel 78 – Verfassungsänderungen
Artikel 79 – Rechtsverordnungen
Artikel 80 – Volksinitiative
Artikel 81 – Volksbegehren, Volksentscheid
Artikel 82 – Ausfertigung und Verkündung

### Fünfter Abschnitt: Rechtspflege
Artikel 83 – Richter und Rechtsprechung
Artikel 84 – Richteranklage
Artikel 85 – Gnadenrecht, Amnestie

### Sechster Abschnitt: Verwaltung
Artikel 86 – Öffentliche Verwaltung
Artikel 87 – Kommunale Selbstverwaltung
Artikel 88 – Kommunale Finanzen, Finanzausgleich, Haushaltswirtschaft und Abgabenhoheit
Artikel 89 – Vertretung in den Kommunen
Artikel 90 – Gebietsänderungen
Artikel 91 – Öffentlicher Dienst

### Siebenter Abschnitt: Finanzwesen
Artikel 92 – Landesvermögen
Artikel 93 – Haushaltsplan
Artikel 94 – Haushaltsvorgriff
Artikel 95 – Über- und außerplanmäßige Ausgaben
Artikel 96 – Deckungspflicht
Artikel 97 – Rechnungslegung, Entlastung der Landesregierung
Artikel 98 – Landesrechnungshof
Artikel 99 – Kredite

## 4. Hauptteil: Übergangs- und Schlussbestimmungen
Artikel 100 – Sprachliche Gleichstellung
Artikel 101 – Inkrafttreten, Übergangsvorschriften